# 雀卵斑

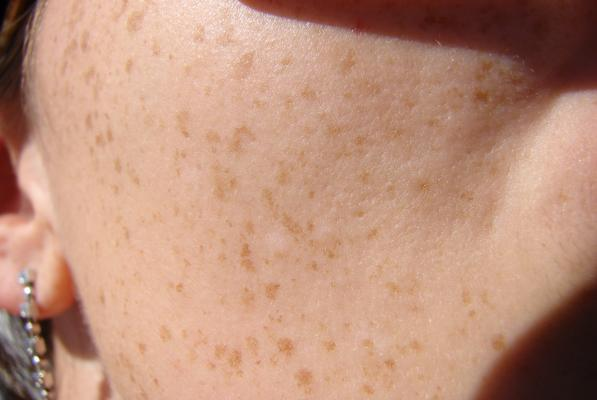
雀卵斑（そばかす）

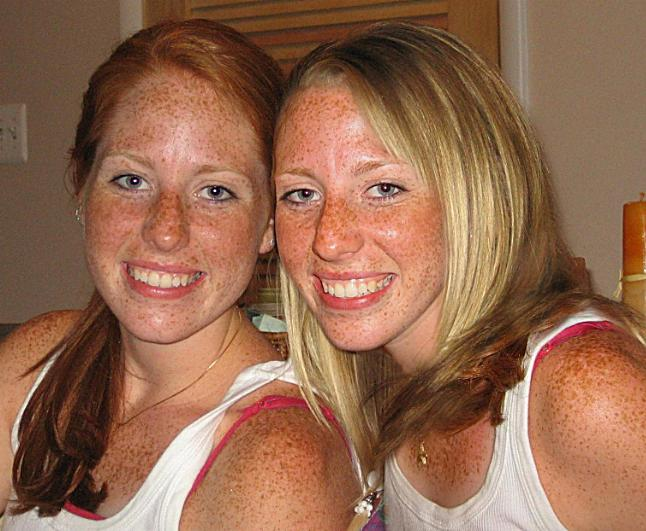
2人の若い女性の雀卵斑。

雀卵斑（じゃくらんはん、英: ephelis）は、皮膚にできる色素斑（しみ）の一つ。文字通りスズメの卵（卵殻）の模様に色や形が似ていることから名付けられた。一般的にはそばかす（英: freckle）と呼ぶ。
日本では、医薬部外品の成分として「シミ・そばかすをふせぐ」という効能表示が承認された日焼け止めや美白化粧品がある。

## 症状
主に顔の目の下にみられる。直径3〜5mmの細かい茶色の色素斑が散在。手背・肩などにもできることがある。

## 時期
幼児より思春期に好発。

## 原因
常染色体優性遺伝形式をとる。白人に多いが、黄色人種でも見られる。メラノサイトが局所的に活性化し、メラニンの色素が多数沈着して黒くなる。光線過敏も合併していることが多い。

## 治療
紫外線防御が重要となる。日本で医薬部外品の成分として、日焼け止めには「日焼けによるシミ・そばかすをふせぐ」、美白化粧品では「メラニン生成を抑えシミ・そばかすをふせぐ」という効能表示が承認されている。もっとも、美白化粧品では肝斑など既にある色素沈着が改善したかで判定している。雀卵斑や日光黒子の計69名に対し、顔半面にビタミンC誘導体のアスコルビン酸リン酸ナトリウムをイオン導入し、3-4か月後にほぼ全員に有効とされ反対側よりも高い改善効果があった。
インテンス・パルス・ライト (IPL) を行い、4週間で86%の人で雀卵斑が半分以上消え、IPLでは色素沈着の副作用は起こりにくい。
2015年のガイドラインでは、Qスイッチアレキサンドライトレーザーでは76%以上の雀卵斑が消えるまでに要した回数は、65%の人が1回で、21%人が2回であったが、レーザーでは色素沈着は起こりやすく、また機器同士で比較した研究はない。日本人を対象とし、ピコ秒アレキサンドライトレーザー (755nm) をダウンタイムなしの治療として行った場合には、雀卵斑に著効だが（より難治の）肝斑が発生するリスクがある。

## 関連項目

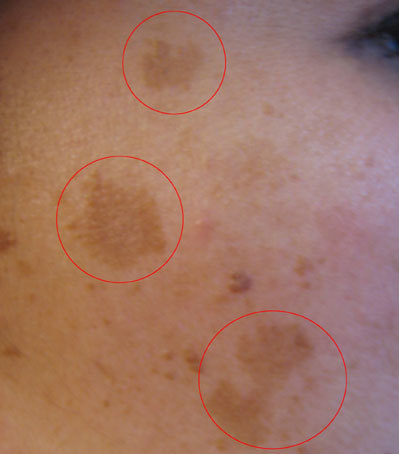
肝斑（しみ）

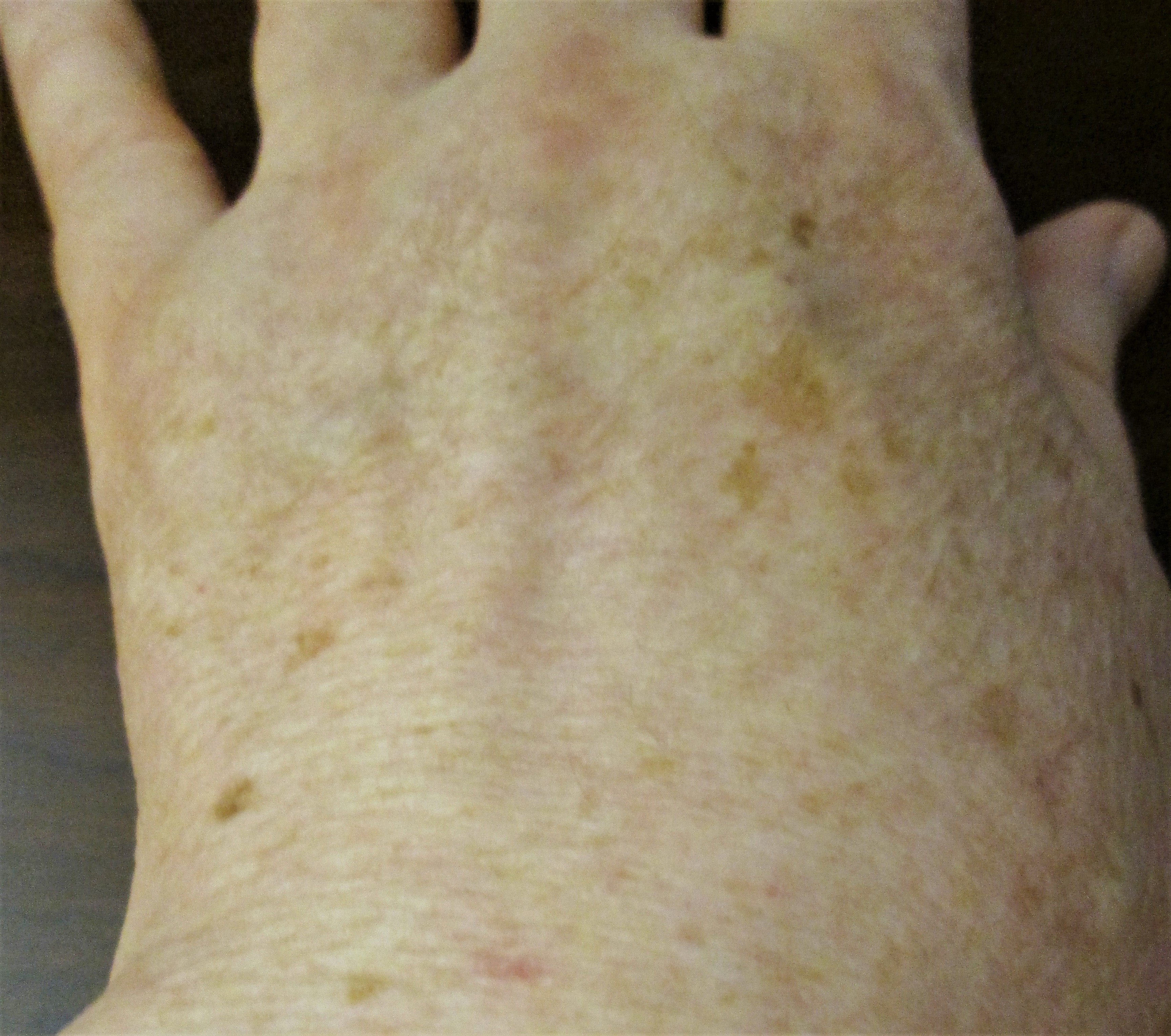
老人性色素斑（日光黒子、しみ）